# آلن جولیان
آلن جولیان (انگلیسی: Alan Julian؛ زادهٔ ۱۱ مارس ۱۹۸۳) بازیکن فوتبال اهل بریتانیا است.
از باشگاه‌هایی که در آن بازی کرده‌است می‌توان به باشگاه فوتبال دارتفورد، باشگاه فوتبال نیوپورت کانتی، باشگاه فوتبال گیلینگام، باشگاه فوتبال استیونج، باشگاه فوتبال ساتون یونایتد، باشگاه فوتبال برنتفورد، و باشگاه فوتبال بروملی اشاره کرد.
وی همچنین در تیم‌های ملی فوتبال Northern Ireland national under-18 football team, Northern Ireland national under-19 football team، و زیر ۲۱ سال ایرلند شمالی بازی کرده‌است.